# Березові острови
Бере́зові острови́ (рос. Берёзовые острова; фін. Koivisto; швед. Björkö) — це група островів у Ленінградській області, Росія.

## Географія
Острови розташовані у верхній частині Фінської затоки, неподалік від міста Приморськ на Карельському перешийку. Загальна площа групи, що простягається вздовж узбережжя на 200 км, становить 92 км². До групи входить 15 островів, найбільшим з яких є Великий Березовий острів (фін. Koivistonsaari). Інші острови включають Західний Березовий острів (фін. Tiurinsaari) та Північний Березовий острів (фін. Piisaari).

## Природа
Архіпелаг охороняється державою як заказник для морських птахів і є одним із Рамсарських угідь Росії. Він був визнаний BirdLife International як Важлива орнітологічна територія (IBA), оскільки підтримує популяції багатьох видів водоплавних птахів та чайок під час міграції.

## Історія
До Третього шведського хрестового походу (1293–1295) острови сплачували данину Новгороду; після походу вони стали шведськими. У 1721 році вони увійшли до складу Росії, а у 1812 році були повернуті Великому князівству Фінляндському разом із Виборзькою губернією. У незалежній Фінляндії вони належали до парафії, що тоді називалася Койвісто (шведською: Бйорке). Головне поселення на островах тоді називалося Сааренпяя (Красноостровський). Острови дали назву Б'єркському договору (1905). Після Другої світової війни Фінляндія передала їх Радянському Союзу. Все історичне фінське населення було виселено і замінено радянським населенням з вересня 1944 року. Топоніми були русифіковані після 1947 року одночасно з рештою колишнього фінського Карельського перешийка, окупованого у 1944 році.